# Лінкруста

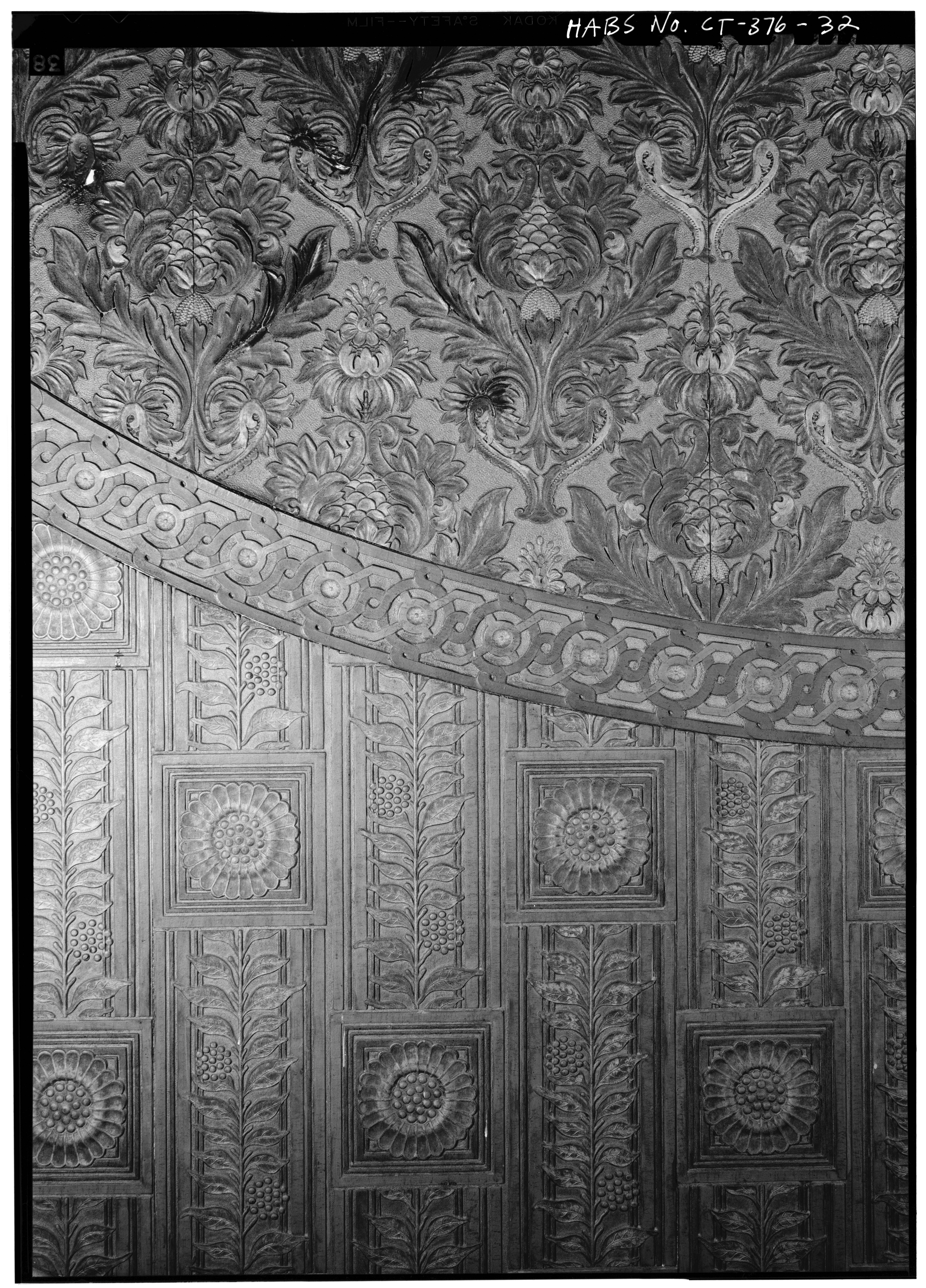

Лінкру́ста, лінкру́ст — покриття для стін з гладкою або рельєфною поверхнею, що миється, застосовується як будівельний матеріал. Назва утворена від лат. linum (льон) і лат. crusta (рельєф).

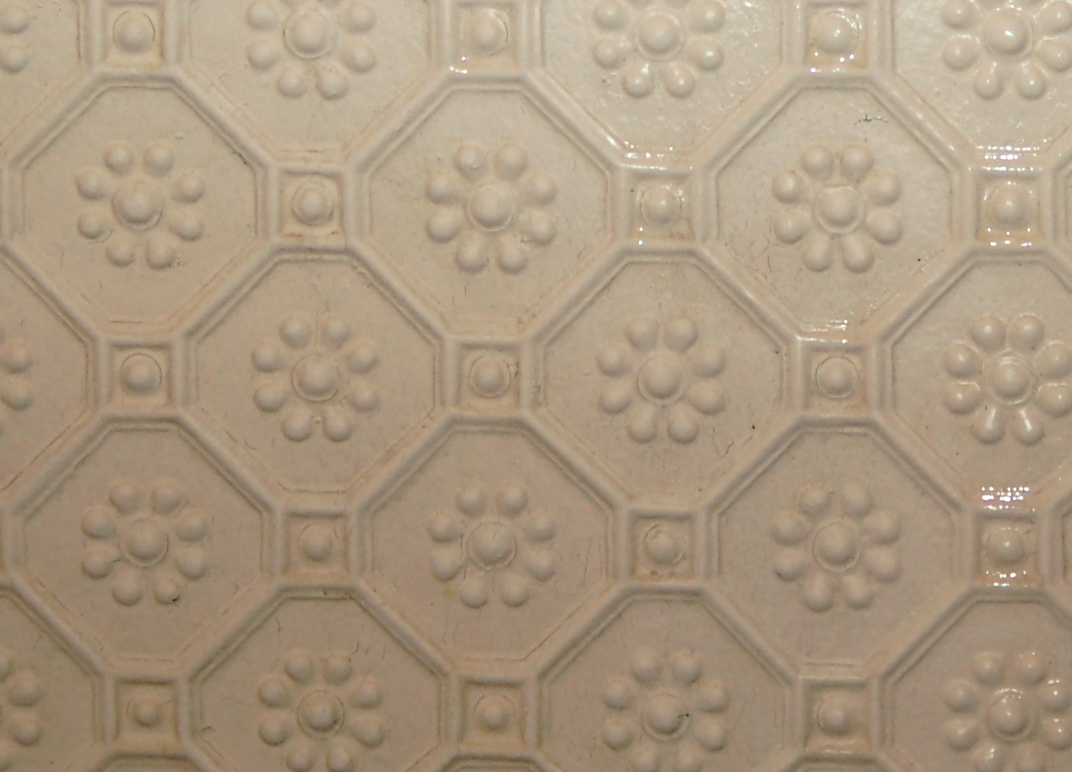

При виготовленні лінкрусту на щільну тканинну або паперову основу наноситься тонкий шар пластмаси з природних матеріалів (гель на основі лляної олії) або алкідних смол з наповнювачами (деревне або коркове борошно). Матеріал легко забарвлюється як олійними, так і водоемульсійними фарбами.
У другій половині XX століття матеріал широко застосовувався для оздоблення громадських будівель, а також вагонів метро та поїздів, корабельних кают.
Матеріал був винайдений англійським підприємцем Фредеріком Волтоном (англ. Frederick Edward Walton) в 1877 році (також відомий як винахідник лінолеуму).